# Beinette
Beinette es un municipio italiano situado en la provincia de Cuneo, en Piamonte. Tiene una población estimada, a fines de mayo de 2024, de 3481 habitantes.

## Evolución demográfica
| Gráfica de evolución demográfica de Beinette entre 1861 y 2024 |
|                                                                |
| Fuente: ISTAT - elaboración gráfica de Wikipedia               |